# Ópera y Ballet Estatal de Turquía

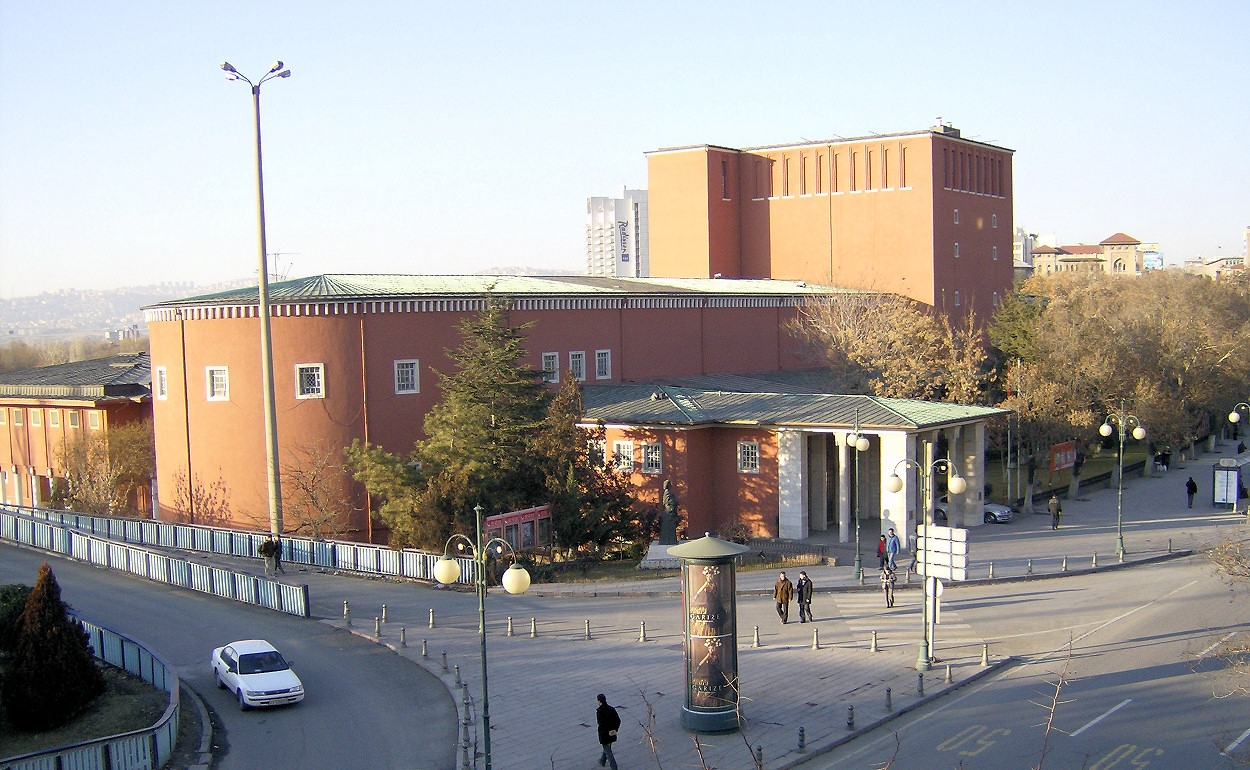
La Casa de la Ópera de Ankara (Opera Sahnesi) es el mayor de los tres teatros de la ópera de la capital turca.

La Ópera y Ballet Estatal (en turco: Devlet Opera ve Balesi) es el departamento estatal de Turquía que tutela las compañías de ópera y ballet del país. Cuenta con recintos en Ankara, Antalya, Esmirna, Estambul, Mersin y Samsun. El departamento depende del Ministerio de Cultura y Turismo.

## Historia

### Inicios
Se suele considerar que la primera representación de una ópera en el Imperio otomano tuvo lugar durante el reinado de Selim III, que reinó entre 1789 y 1807 y además era compositor y poeta. Selim invitó a una compañía extranjera a representar una ópera en el Palacio de Topkapi en 1797.
En 1840, la ópera Belisario de Gaetano Donizetti fue la primera ópera que se tradujo al turco y fue representada en el teatro recién construido por el arquitecto italiano Bosco. En 1844, el teatro pasaría a manos de Tütüncüoğlu Mihail Naum Efendi, quien siguió programando interpretaciones operísticas durante los siguientes 26 años. Uno de los espectáculos públicos de ópera más importantes fue la interpretación de Ernani, de Giuseppe Verdi, por una compañía italiana en Beyoğlu en 1846. En el mismo año 1846, el teatro de Naum Efendi fue destruido por un incendio y fue reemplazado por uno nuevo. Entre 1846 y 1877, diversas óperas de Verdi, interpretadas generalmente por compañías italianas, llegaron a un amplio público.
Una de las primeras operetas turcas fue Leblebici Horhor ("Horhor, el vendedor de garbanzos"), compuesta por el armenio Dikran Çuhacıyan, quien también es recordado por haber compuesto posiblemente la primera ópera originalmente en turco, Arif'in Hilesi ("El engaño de Arif), en 1874.
Al igual que ocurrió con otras artes, el desarrollo de ópera y de ballet en Turquía se detuvo a partir de los años 1880 debido a los continuos conflictos bélicos, particularmente las Guerras de los Balcanes y la Primera Guerra Mundial, que dieron lugar a la caída del imperio.

### Periodo republicano
La fundación de la nueva República de Turquía en 1923 fue acompañada por las reformas de Atatürk, que incluyeron reformas de gran alcance en el ámbito cultural. Bajo la dirección personal de Atatürk, muchos jóvenes con talento fueron enviados a Europa para formarse. Estos jóvenes volvieron a Turquía durante los años 1930 para trabajar como profesores de música y artes escénicas en la recién creada Musiki Muallim Mektebi (Escuela de Profesores de Música) en Ankara, inaugurada en 1924, y en el Darülelhan en Estambul.
La primera ópera turca, Özsoy, compuesta por Ahmet Adnan Saygun con las letras de Münir Hayri Egeli, se estrenó en 1934. Poco después, se estrenaron Taşbebek, de Adnan Saygun, y Bay Önder, de Necil Kazım Akses.
En 1935, el compositor alemán Paul Hindemith y el director de teatro Carl Ebert fueron invitados a dar conferencias al Musiki Muallim Mektebi de Ankara, que posteriormente pasaría a ser el Conservatorio Estatal de Ankara. Se les ofreció cargos permanentes a los dos conferenciantes. Paul Hindemith no pudo aceptar la oferta, pero siguió visitando a menudo Ankara e inspeccionando las actividades de la escuela de música. En cuanto a Carl Ebert, se quedó en Ankara como director de la escuela de teatro del conservatorio y del estudio de ópera durante los nueve años siguientes.
El 16 de mayo de 1940, el Conservatorio Estatal fue legalmente constituido, estando compuesto por escuelas de música, ópera, ballet y teatro. La primera representación interpretada por alumnos del conservatorio fue la ópera cómica de un acto Bastien und Bastienne de Mozart, realizada con texto en turco y acompañada por la Orquesta Sinfónica Presidencial de Turquía. En 1940, el personal del estudio de ópera interpretó el segundo acto de Madama Butterfly de Puccini en turco; y en 1941 hizo lo propio con Tosca.
Las obras de reconversión del edificio ya existente Sergievi (Casa de Exposiciones) de Ankara en un teatro de ópera empezaron en 1947, y el edificio empezó a funcionar como Casa de la Ópera de Ankara el 2 de abril de 1948 con la representación de composiciones de los llamados "Cinco Turcos" (Ahmet Adnan Saygun, Ulvi Cemal Erkin, Cemal Reşit Rey, Hasan Ferit Alnar y Necil Kazım Akses) y el estreno de Kerem, de Ahmet Adnan Saygun. La organización de la orquesta y del coro de la ópera fue completada entre 1950 y 1953. Durante este periodo, se estableció una escuela de ballet en Estambul con Ninette de Valois como prima ballerina. La escuela se integraría posteriormente en el Conservatorio Estatal de Ankara, celebrando sus primeras graduaciones en 1956.
La dirección del teatro y de la ópera fue dividida en 1958, creándose las direcciones generales de los Teatros Estatales Turcos y de la Ópera y Ballet Estatal. En 1959, se creó la Ópera Municipal de Estambul mediante la iniciativa privada de Aydın Gün, y se nacionalizó en 1970 como la Ópera y Ballet Estatal de Estambul. Esto fue acompañado por el establecimiento de la Ópera y Ballet Estatal de Esmirna en 1983, la Ópera y Ballet Estatal de Mersin en 1992 y la Ópera y Ballet Estatal de Antalya en 1999.

## Recintos

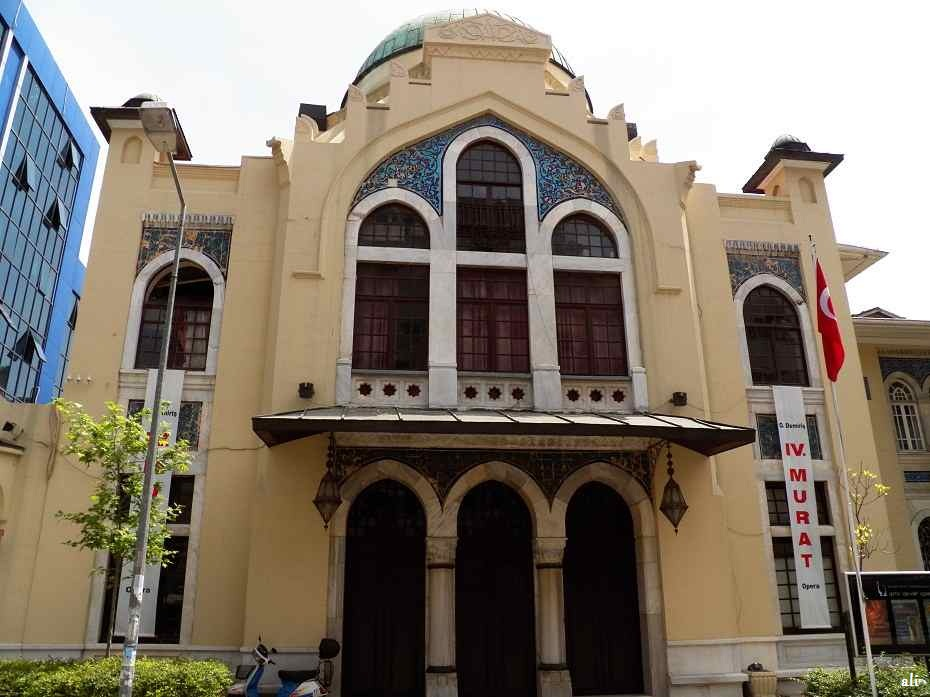
Fachada de la Ópera y Ballet Estatal de Esmirna.

La Ópera y Ballet Estatal de Turquía cuenta con los siguientes recintos:
- Ankara:
  - Casa de la Ópera de Ankara (Opera Sahnesi / Büyük Tiyatro)
  - Leyla Gencer Sahnesi
  - Operet Sahnesi
- Antalya: Ópera y Ballet Estatal de Antalya
- Esmirna: Ópera y Ballet Estatal de Esmirna
- Estambul:
  - Centro Cultural Atatürk
  - Casa de la Ópera de Süreyya
- Mersin: Ópera y Ballet Estatal de Mersin
- Samsun: Ópera y Ballet Estatal de Samsun

## Festival Internacional de Ópera y Ballet de Aspendos
El Departamento de Ópera y Ballet organiza, desde 1994, el festival anual de ópera y ballet en el antiguo teatro de Aspendos, próximo a Antalya, con la participación de compañías internacionales de ópera y ballet.